# 濁河温泉
濁河温泉（にごりごおんせん）は、岐阜県下呂市（旧国飛騨国）にある温泉。
下呂市中心部に位置する下呂温泉からは遠く離れており、旧益田郡小坂町の山あいにある秘湯。

## 泉質
- 含土類芒硝泉

鉄分による茶色いにごり湯が特徴である。
かつて、ツムラの入浴剤「日本の名湯」のモデルになった。ただ、その時の製品名は「奥飛騨の湯・濁河」となっていて、奥飛騨温泉郷のひとつと思われた節もあり、その後、商品から消えていた。しかし、2006年「日本の名湯　源泉の愉しみ」の一つとして「濁河」が復活した。

## 温泉街

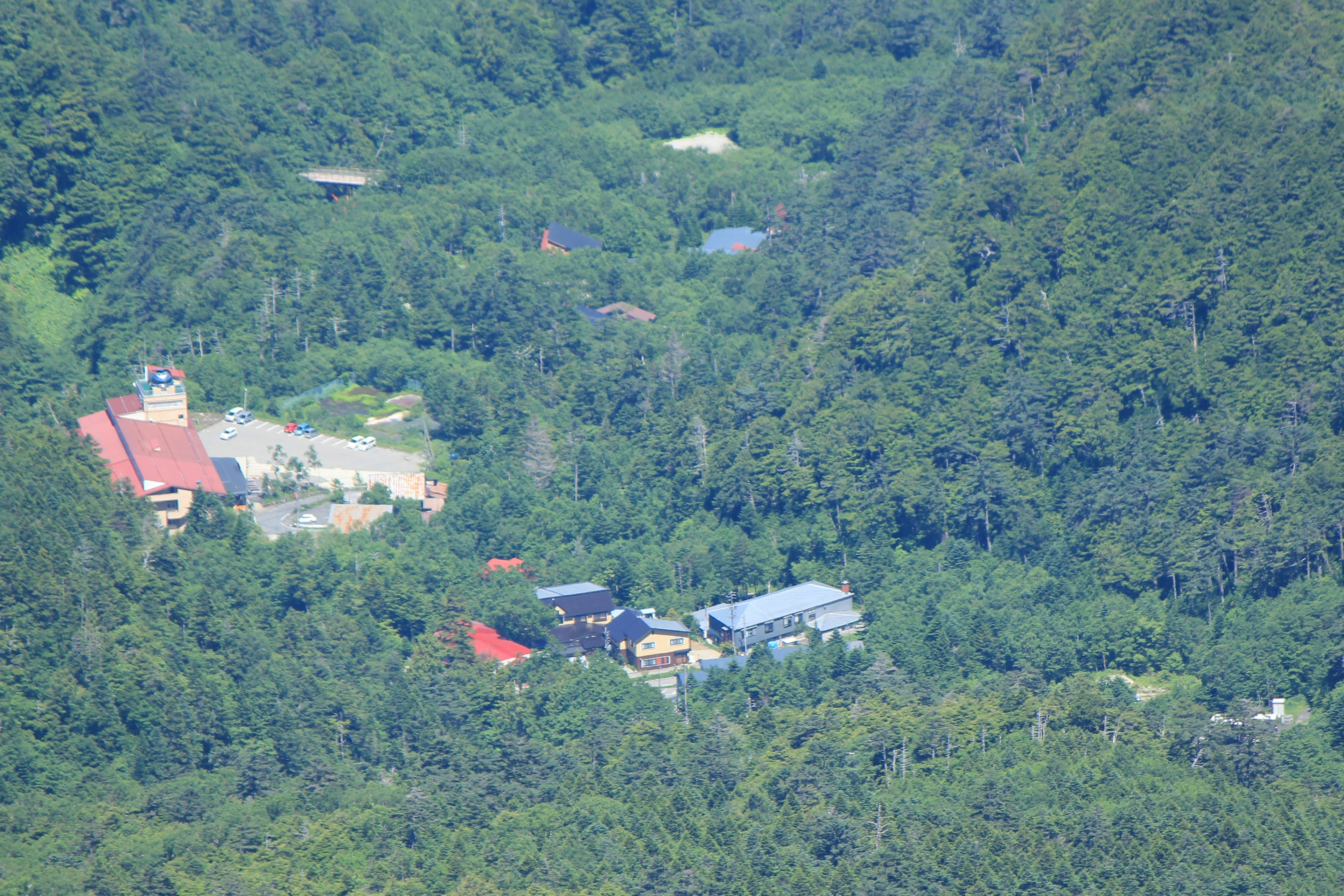
御嶽山の摩利支天山から見下ろす濁河温泉街

御嶽山7合目、標高1,800mの高所に温泉街が存在。万座温泉と並ぶ、通年自家用車でたどり着ける日本最高所の温泉である。
御嶽山の飛騨側登山口（小坂口）として、シーズン中はここをベースにする登山者も多い。
濁河川沿いに数軒の旅館と、市営の露天風呂が存在する。
高所かつ周囲に市街地が存在しないため光害が極めて少ないことから、星空のきれいな温泉地として紹介されることがあり、屋上に天体望遠鏡が設置された宿が存在する。
周辺部は、コメツガ、オオシラビソ、トウヒなどの亜高山帯原生林で、遊歩百選にも選定された探勝路が整備されている。コマドリやオオルリ、メボソムシクイといった野鳥も数多く生息している。また、仙人滝、緋の滝、白糸の滝などがある。一帯は、御嶽自然休養林となっている。
また、岐阜県立御嶽少年自然の家があり、自然体験活動などに利用されていたが、2010年度で廃止。施設は御嶽濁河高地トレーニングセンターとなっている。
以前は、御嶽山を挟んで長野県側にあった濁川温泉（にごりかわおんせん）と混同されたこともあったが、こちらは1984年の長野県西部地震で発生した土石流に埋まってしまった。

### 名前の由来
草木谷と湯ノ谷が合流し濁河川となる地点で、互いの水が混ざり合って白くなることから来ている。もともと、それぞれは透明の水であるが、含有成分が違っていて、合わさったことで化学反応を起こして白濁する。

## 歴史
発見は江戸時代中期と言われる。
- 昭和58年3月28日 - 環境庁告示第27号により、湯屋温泉、下島温泉とともに、小坂温泉郷の一部として国民保養温泉地に指定。

## 交通・アクセス
- 鉄道：高山本線飛騨小坂駅より送迎バスまたはタクシーで約80分。夏季のみ中央本線木曽福島駅よりおんたけ交通バスが運行されていたが、2020年3月末に廃止となった[1]。
- 車：中央自動車道中津川ICより約150分。

下呂市に属するが長野県木曽方面からのアクセスが比較的良い。権兵衛トンネルの開通により、伊那ICからのルートも注目されている。

## その他

### 御嶽山開き
6月15日、御嶽神社飛騨里宮で行われる。地元の伝統芸能の金蔵獅子が奉納される。

### 御嶽マラソン
毎年、10月の体育の日または、その付近の日曜日に行われるマラソン大会。下呂市小坂振興事務所（旧小坂町役場）を起点とし、御嶽パノラマラインを通過して濁河温泉（御嶽少年自然の家）まで42.195kmの日本陸上競技連盟公認コースで行われる。直接の距離では足りないため、途中、湯屋温泉方面への往復部分が盛り込まれている。標高差が1000mを超える過酷なマラソンとして有名であったが、2010年から中止となった（最終開催は2009年）。